# Mia Farrow
María de Lourdes Villiers »Mia« Farrow (angleška izgovorjava /ˈmɑːriːɑː di lʊrdz vɪljərz færoʊ/), ameriška igralka, aktivistka in fotomodel, * 9. februar 1945, Los Angeles, ZDA. 
Mia Farrow je nastopila v več kot 50 filmih in osvojila več nagrad, tudi Zlati globus, trikrat je bila nominirana za nagrado BAFTA. Znana je tudi po svoje humanitarnem delovanju kot ambasadorka UNICEF v Darfurju, Čadu in Centralnoafriški republiki. Leta 2008 jo je revija Time uvrstila med najbolj vplivne ljudi sveta.
Kot starejša hčerka avstralskega režiserja Johna Farrowa in irske igralke Maureen O'Sullivan je bila deležna stroge katoliške vzgoje v Beverly Hillsu. V najstniških letih je delala kot fotomodel, prvo vidnejšo igralsko vlogo pa je dobila kot Allison MacKenzie v televizijski limonadnici Peyton Place (1964–1966). Filmski debi v filmu Guns at Batasi leta 1964 ji je prinesel nagrado Zlati globus za novo zvezdo leta, še precej bolj pa jo je javnost spoznala ob dve leti trajajoči poroki z Frankom Sinatro, s katerim se je poročila v starosti 21 let. Upodobitev Rosemary Woodhouse v grozljivki Rosemaryjin otrok (1968) ji je prinesel nominacijo za nagradi BAFTA in Zlati globus za najboljšo glavno žensko vlogo. Tretjo nominacijo za Zlati globus je prejela za vlogo v filmu John in Mary (1969).
Leta 1971 se je kot prva ameriška igralka v zgodovini pridružila Royal Shakespeare Company, nastopila je kot Ivana Orleanska v operi Jeanne d'Arc au bûcher. Sledile so vloge v igrah Mary Rose (1972), Tri sestre (1973) in Ivanov (1976). V 1970-ih je ob tem nastopila v več filmih, tudi kot Daisy Buchanan v Velikem Gatsbyju (1974) in komediji Roberta Altmana, Poroka (1978).
Leta 1979 je začela razmerje z Woodyjem Allenon, v dobro desetletje dolgem skupnem obdobju je nastopila v trinajstih njegovih filmih, prvič v filmu Seks kresne noči (1982). Za vloge je večinoma prejela dobre ocene kritikov ter nominacije za Zlati globus za filme Danny Rose z Broadwaya (1984), Škrlatna roža Kaira (1985) in Alice (1990) ter nominacijo za nagrado BAFTA za film Hanna in njeni sestri (1986). Po razhodu leta 1992 je Allena javno obtožila spolnega napada na njuno sedemletno posvojenko Dylan, kar je on večkrat zanikal. Kljub nezadostnim dokazom je Mia Farrow zadržala skrbništvo nad Dylan. Obtožbe so ponovno odmevale v javnosti, ko jih je ponovila Dylan v intervjuju leta 2013.
Od leta 2000 se občasno pojavlja na televiziji, kot je ponavljajoča vloga v seriji Third Watch (2001–2003) in stranske vloge v filmih Omen 666 (2006), Bodite uvidevni, previjte (2008) in Dark Horse (2011). Posvečala se je tudi vzgoji svojih štirinajstih bioloških in posvojenih otrok ter sodelovanju v dobrodelnosti, posebej v prizadevanju za človekove pravice v Afriki.